# 四魂の窓
四魂の窓（しこんのまど）とは、日本古来から伝わる「一霊四魂」を土台に、出口光によって創始された人を見分け、心の垣根を取り払い、人生に役立てるためのテクノロジーである。
四魂とは、「勇」「親」「愛」「智」の4つの機能から成り立ち、人は誰でもその4つの魂の機能を全部持っていて、そのうち最も強い「魂」を知ることができたら、その人の心のベースがわかることになる。

## 構造「心と魂の区別」
心とは、人間の理性と感情を司るものであり状況しだいで揺れ動く領域のことで、魂は、人間の一貫性あるものが存在する領域を意味する。「四魂の窓」では、心と魂を明確に区別して二つの分野を研究対象とする。

## 二つの質問と診断
その人の強い「魂」は、2つの質問から診断される。
- 質問1：あなたは情熱的ですか、それとも冷静ですか？
- 質問2：あなたは合理的ですか、それとも情緒的ですか？

例えば、「情熱的」で「合理的」なら「勇」の強い人、「冷静」で「情緒的」なら「親」の強い人、「情熱的」で「情緒的」なら「愛」の強い人、「冷静」で「合理的」なら「智」の強い人、となる。
勇ベースの人
行動することが大切で、まずやってみようという考えを持ち、根底には何がなんでも物事を達成しようという強い意志がある。
親ベースの人
和を尊び、グループの平和や調和を心がけ、皆に自分を合わせ「波風を立てたくない」「皆に迷惑をかけたくない」という考えが強い。根底には自分より皆のために、仲間の平和のために、という意志がある。
愛ベースの人
感情や思いやりが大切であり、人を理解したいし、自分も理解されたいという強い思いをもっている。根底には、相手に何かをしてあげたい、傷つけたくない、という思いやりがある。
智ベースの人
好奇心があり、知的な面白いことが大好きです。ものごとの真理や興味を探求することが最も大切。根底には、価値あるものを求めたい、美しいものを求めたいという真理を探求する思いがある。

## 応用場面
第2次安倍内閣における教育提言を行う私的諮問機関である教育再生実行会議第12回「高大接続・大学入学者選抜の在り方」に議論において、志教育と「四魂の窓」の適用の提言がなされ、
中学校や大学等の教育場面での実践および教員や社会人への教育実践などが報告された。
良い世の中を創ろうという志ある人達がつながり、自分のできることで幸せな世界の礎を創ることを目的とした志教育プロジェクトでは、講師養成等に応用されている。日本青少年育成協会は「教育コーチ養成講座」のカリキュラムに採用している。
一般女性向けメイク教室「美塾」は、「四魂の窓」の概念を基に、女性の魅力を「凛」「艶」「萌」「清」の４種類からなる「魅力マトリックス」を開発。「自分の素顔が好き」になり、女性が生きがいある人生を過ごせるよう応用している。